# Stefan Imhof
Stefan Imhof (* 21. Dezember 1870 in Lechhausen; † 18. März 1963 in Berchtesgaden) war deutscher Arzt und Kommunalpolitiker. Von 1946 bis 1960 war er ältester amtierender Bürgermeister in der Bundesrepublik Deutschland und ihm wurden mehrere hohe Auszeichnungen zugesprochen.

## Leben
Imhof entstammte einer Arztfamilie und studierte von 1890 bis 1895 an der Ludwig-Maximilians-Universität München Medizin. 1894 wurde er promoviert, erhielt 1895 die Approbation als Arzt und legte 1898 nach einem Selbststudium noch das Physikat ab. Anschließend reiste er im Rahmen einer Schiffsarzttätigkeit nach Südwestafrika und Mexiko und unternahm später zudem private Reisen nach Nord-, Mittel- und Südamerika, Nordafrika und durch weite Teile Europas.
1896 ließ er sich in Marktschellenberg als praktischer Arzt nieder. 1914 wurde er Bezirksarzt in Grafenau. Nach sechs Jahren kam er in gleicher Funktion nach Berchtesgaden zurück, wurde 1925 zum Obermedizinalrat befördert und war dort bis zu seinem Ruhestand 1936 als Amtsarzt tätig. Laut Quellenangabe entfiel in Berchtesgaden erst mit seinem Ausscheiden die Stelle des Bezirksarztes zugunsten eines in der Zeit des Nationalsozialismus neu eingerichteten Staatlichen Gesundheitsamtes. Als praktischer Arzt und Leichenschauer war er weiterhin im Gesundheitswesen aktiv und feierte 1954 sein 60-jähriges Arztjubiläum.
Er war als Maler von Aquarellen und Musikliebhaber bekannt und schaffte als begeisterter Bergsteiger noch mit 88 Jahren eine Göllüberquerung.
Stefan Imhof war zweimal verheiratet und Vater zweier Kinder. Bereits in den 1890ern als Student von München aus mit dem Hochrad nach Berchtesgaden gekommen, hatte er dort vermutlich ab 1920 bis zu seinem Tod am 18. März 1963 seinen ersten Wohnsitz.
Die Grabstätte von Stefan Imhof ist auf dem Alten Friedhof in Berchtesgaden.

## Kommunalpolitische Tätigkeit
In Marktschellenberg wurde er 1899 zum Bürgermeister gewählt und blieb im Amt, bis er 1914 beruflich nach Grafenau wechselte.
Vom 8. Januar 1930 bis 4. Mai 1933 war er letzter in der Weimarer Republik gewählter 1. Bürgermeister des Marktes Berchtesgaden. Im Anschluss daran waren ab 5. Mai 1933 der 1. und 2. Bürgermeister Berchtesgadens NSDAP-Mitglieder, und der Gemeinderat setzte sich aus weiteren acht NSDAP-Mitgliedern, fünf BVP-Mitgliedern, einem Mitglied der SPD sowie Imhof als Mitglied der Schwarz-Weiß-Roten Liste zusammen. Wie lange Imhof während der Zeit des Nationalsozialismus im Gemeinderat tätig war, ist bislang jedoch nicht zu verifizieren.
Bei den ersten Kommunalwahlen nach Ende des Zweiten Weltkriegs im Frühjahr 1946 wurde er erneut zum 1. Bürgermeister des Marktes Berchtesgaden gewählt. Bereits bei seiner Wahl 1946 seinerzeit ältester amtierender Bürgermeister in der Bundesrepublik blieb er bis 1960 im Amt und verzichtete anschließend auf eine erneute Kandidatur als 1. Bürgermeister, woraufhin ihn der Gemeinderat dann zum 2. Bürgermeister wählte und er in dieser Position bis zu seinem Ableben tätig war.

## Auszeichnungen
- 1952: Bundesverdienstkreuz am Bande[1][2]
- 1955: Ehrenbürger von Berchtesgaden[12][13]
- 1956: Bundesverdienstkreuz 1. Klasse[2]
- 1959: Bayerischer Verdienstorden[1][2]
- Hausorden des Hauses Wittelsbach[1][2]
- Ehrenbürger von Marktschellenberg[1][2]

## Postume Ehrungen
- In Berchtesgaden wurde nach ihm die Verbindungsstraße zwischen Ganghofer- und Griesstätterstraße „Dr.-Imhof-Straße“ benannt.[1][14]